# 大川市立三又小学校
大川市立三又小学校（おおかわしりつ みつまたしょうがっこう）は、福岡県大川市中古賀にある市立の小学校。

## 概要
歴史
1874年（明治7年）に設置された下等小学校を前身とする。1892年（明治25年）の統合で「三又尋常小学校」が創立。数回の改組・改称を経て、現校名になったのは1954年（昭和29年）。
学校教育目標
「自ら学び　豊かな心で　明るく健康的な子どもの育成」
校章
「又」の文字を3つ組み合わせて校名の「三又」を表し、中央に「小」の文字を配している。
校歌

通学区域
大川市行政区名による「鐘ケ江町、川端通町、中古賀北町、中古賀南町、下青木町、諸富町、下林町」。中学校区は大川市立大川桐薫中学校。

## 沿革
- 1874年（明治7年）4月 - 下林、諸富、中古賀、鐘ヶ江に4年制の下等小学校が設置される。上青木に上等小学校が設置される。
- 1879年（明治12年）- 上青木に本校を置き、鐘ヶ江と中古賀に分校を、下林と諸富に出張所を設置。
- 1886年（明治19年）4月 - 小学校令の施行により、以下の統合を実施。
  - 諸富・下林・中古賀の分校3校を統合の上、「簡易中古賀小学校」（3年制）とする。中古賀上中小路に校舎を新築。
  - 鐘ヶ江分校を「簡易鐘ヶ江小学校」（3年制）とする。
  - 高等小学校進学希望者は「高等榎津小学校」に通学することとなる。
- 1889年（明治22年）4月1日 - 町村制の施行により、三潴郡中古賀村、鐘ケ江村（字溝越の内を除く）、道海島村、下林村、酒見村（一部、字袋野）、下青木村（一部、字沖田・佐ノ口・北境・南境・青木分・六反田・吉竹・知字）、西青木村（一部、字沖田）、諸富村が合併の上、「三又村」が発足。
- 1892年（明治25年）- 上記2校の簡易小学校（中古賀・鐘ヶ江）を統合の上、尋常科を設置し、「三又尋常小学校」（4年制）となる。下林地区の児童は交通不便のため、ほとんどが青木尋常小学校に通学する。
- 1895年（明治28年）7月 - 暴風雨により、校舎が倒壊。間もなく仮校舎が建設される。
- 1898年（明治31年）- 現在地に移転を完了。
- 1908年（明治41年）4月 - 改正小学校令により、尋常科（義務教育）が4年制から6年制に改められる。尋常科5年を新設。
- 1909年（明治42年）4月 - 尋常科6年を新設。児童数の増加により、校舎の増改築を実施。
- 1911年（明治44年）4月 - 高等科を併置の上、「三又尋常高等小学校」（尋常科6年・高等科2年）に改称。
- 1933年（昭和8年）- 新校舎が完成。運動場を拡張。
- 1941年（昭和16年）4月1日 - 国民学校令施行により、「三又村国民学校」に改称。尋常科を初等科に改める。
- 1947年（昭和22年）4月1日 - 学制改革が行われる（六・三制の実施）。
  - 国民学校の初等科は、新制小学校「三又村立三又小学校」に改組・改称。
  - 国民学校の高等科は、青年学校普通科とともに、新制中学校「三又村立三又中学校」となる。当初、小学校に併設される。
- 1954年（昭和29年）4月1日 - 三潴郡1町（大川）5村（三又・田口・川口・木室・大野島）の合併により、「大川市」が発足。これにより「大川市立三又小学校」（現校名）に改称。
- 1955年（昭和30年）8月 - 第3棟2階建て6教室が完成。
- 1960年（昭和35年）4月 - 中学校敷地内に小中共用のプールが完成。
- 2020年（令和2年）4月 - 大川市立中学校2校（三又・大川東）の統合により、中学校区が大川市立大川桐薫中学校となる。
- 2020年（令和4年）- 隣接する旧・三又中学校校舎が改築され、小学校校舎となり、移転を完了。
- 2024年（令和6年）4月 - 大川市立小学校で2学期制が導入される[2]。

## 交通
最寄りの鉄道駅
- 西日本鉄道 西鉄天神大牟田線 「大溝駅」（三潴郡大木町）

最寄りの幹線道路
- 福岡県道99号大川大木線 「三又小中学校入口」交差点
- 福岡県道765号鐘ヶ江酒見間線「中古賀交差点」

## 周辺
- 大川市三又コミュニティセンター
- 旧・大川市立三又小学校跡
- みつまた幼稚園
- 筑後川

## 参考資料
- 「大川市誌」（1977年（昭和52年）12月21日発行, 大川市）p.1279～ 教育・文化